# Восстание на Чеджудо

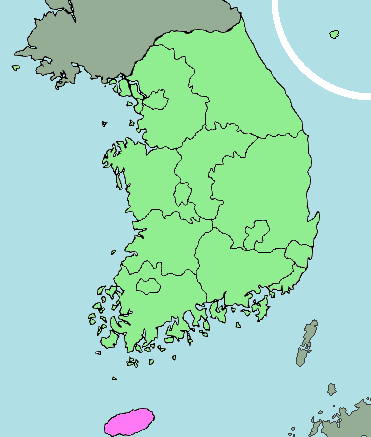
Расположение Чеджудо относительно Южной Кореи отмечено розовым

Восстание на Чеджудо (кор. 제주4·3사건) — вооружённое народное восстание на острове Чеджудо в Южной Корее, начавшееся 3 апреля 1948 года и продолжавшееся до мая 1949 года (последние стычки произошли в 1953 году). Жители Чеджу, выступавшие против разделения Кореи на северную и южную части, в 1947 году организовали всеобщую забастовку против выборов, запланированных Временной комиссией ООН (UNTCOK) на территории, контролируемой Военной администрацией США в Корее. В апреле 1948 года Трудовая партия Южной Кореи и её сторонники начали восстание, напав на полицию. Для подавления восстания были мобилизованы члены Северо-западной молодежной лиги, дислоцированные на Чеджу:166–167.
С августа 1948 года по приказу президента Первой Республики Ли Сын Мана в подавлении восстания участвовала армия Республики Корея, в ноябре было объявлено военное положение, в марте 1949 года армия начала боевые действия против повстанческих сил в сельских районах Чеджу и подавила восстание в течение двух месяцев.
Подавление восстания в Чеджу отличалось крайней жестокостью: в боях и в начавшихся затем карательных акциях погибло, по разным оценкам, от 14 до 30 тыс. человек (10 % населения Чеджу), ещё 40 тыс. бежали в Японию:139, 193. Зверства и военные преступления были совершены обеими сторонами, однако историки отмечают особую жестокость правительственных войск. Насилие над мирным населением со стороны проправительственных сил вызвали восстание в Йосу и Сунчхоне(провинция Чолла-Намдо):171:186:13–14. Некоторые историки и ученые, в том числе военный историк Аллан Р. Миллетт, считают восстание на Чеджу подлинным началом Корейской войны.
Восстание в Чеджу было официально подвергнуто цензуре и замалчивалось в Южной Корее в течение нескольких десятилетий:41. В 2006 году, почти через 60 лет после восстания на Чеджу, правительство Южной Кореи принесло извинения за свою роль в убийствах и пообещало выплатить компенсацию пострадавшим. В 2019 году полиция и министерство обороны Южной Кореи впервые извинились за массовые убийства.

## Предыстория

### Политическая ситуация в Корее
15 августа 1945 года после капитуляции императорской Японии перед войсками союзников закончилась 35-летняя японская оккупация Кореи. Впоследствии Корея была разделена по 38-й параллели, при этом территория к северу от линии находилась под контролем СССР, а к югу от линии — под контролем США. В сентябре 1945 года генерал-лейтенант Джон Р. Ходж учредил военную администрацию для управления южным регионом, в который входил остров Чеджу. В декабре 1945 года представители США встретились с представителями СССР и Соединенного Королевства для выработки совместной опеки. Однако из-за отсутствия консенсуса США для дальнейшего обсуждения передали «корейский вопрос» в ООН.
14 ноября 1947 года Организация Объединённых Наций проголосовала за принятие резолюции 112 Совета Безопасности, призывавшей к проведению выборов в Корее под наблюдением ООН. Советский Союз отказался выполнять решение резолюции и предоставить доступ комиссии в северную часть страны. Выборы на юге были проведены при явке 99,6 %. 86,3 % избирателей проголосовали за кандидатов, поддерживаемых правительством. Коммунистическая Трудовая партия Кореи приняла решение бойкотировать выборы, проведённые на юге. По оценкам оккупационных властей США, около 60 000 (20 % от общего числа), жителей острова Чеджудо были членами коммунистической партии; после начала организованных действий на острове против коммунистов было арестовано 2500 активистов, из которых по крайней мере трое были убиты.
25 августа 1948 года Советский Союз ответил на эти выборы на юге своими собственными выборами на севере.

### Политическая ситуация на острове Чеджу
Жители острова Чеджу были одними из самых активных участников корейского движения за независимость против японской оккупации. Из-за относительной изоляции острова от материка обстановка на Чеджу после капитуляции Японии была спокойной, что контрастировало с сильными волнениями в южной части материковой Кореи. Как и на материке, после капитуляции Японии на Чеджу формировались Народные комитеты и местные автономные советы, которым было поручено координировать переход к независимости Кореи. Когда американское военное правительство прибыло на Чеджу в конце 1945 года, Народный совет Чеджу был единственной реальной властью на острове. В качестве доказательства этой относительной стабильности военный губернатор США при Военной администрации США в Корее (USAMGIK) Джон Р. Ходж заявил в октябре 1947 года, что Чеджу был «поистине общинным районом, который мирно контролируется Народным комитетом без особого влияния Коминтерна».
К концу 1946 года Народный совет Чеджу подчинялся директивам Южнокорейской рабочей партии (SKLP). SKLP поощрял Народный совет создавать военные и политические комитеты, а также массовые организации. Роспуск военной администрацией США в 1946 году временной Корейской Народной Республики и связанных с ними Народных комитетов на материке спровоцировал Осеннее восстание 1946 года, которое не распространилось на Чеджу (поскольку военная администрация практически не вмешивалась в деятельность его народных комитетов), но способствовало росту напряженности на острове:17–18.
3 апреля 1948 года полиция на острове обстреляла людей, вышедших на демонстрацию в память борьбы корейцев с японскими оккупантами. Возмущённые люди напали на 12 полицейских участков. Этот день стал днём начала восстания.

## Инциденты, предшествовавшие восстанию

### Демонстрации в Сам-Иле
Жители Чеджу начали протестовать против выборов за год до их проведения. Обеспокоенная возможностью раздела полуострова, РПЮК 1 марта 1947 года провела митинги, посвящённые выборам и одновременно годовщине Движения 1 марта:153:28.
В попытке успокоить толпу корейская полиция произвела предупредительные выстрелы в воздух, некоторые из которых попали в толпу. Хотя эти выстрелы успокоили демонстрантов, шесть мирных жителей были убиты, в том числе шестилетний ребенок:154:28.

### Инцидент в тюрьме Чонгмён
8 марта 1947 года около тысячи демонстрантов собрались у тюрьмы Чонгмён, требуя освобождения членов РПЮК, арестованных военной администрацией во время демонстраций в Сам-Иле. Когда демонстранты начали бросать камни и пошли на штурм тюрьмы, полиция открыла стрельбу, убив пятерых. В ответ члены РПЮК и другие лица призвали военную администрацию принять меры против полицейских, стрелявших по толпе. Вместо этого с материка прилетели еще 400 полицейских вместе с членами крайне правой полувоенной группировки, известной как Северо-западная молодёжная лига:154.
Хотя и полиция, и военизированные группы использовали жесткую тактику в своих действиях, Северо-Западная молодежная лига действовала особенно безжалостными, террористическими методами:155:58:99.

### Всеобщая забастовка в феврале 1948 года
По мере приближения выборов 10 мая 1948 года лидеры РПЮК усилили противодействие участию UNTCOK в корейских делах, полагая, что выборы узаконят раздел Кореи по 38-й параллели. В январе 1948 года Пак Хон Ён, лидер РПЮК, призвал членов РПЮК к югу от 38-й параллели выступить против выборов любыми средствами и призвал начать всеобщую забастовку 7 февраля. На тот момент на Чеджу насчитывалось не менее 60 тыс. членов РПЮК и не менее 80 тыс. активных сторонников. Кроме участия в забастовке члены и сторонники РПЮК совершили несколько нападения на правительственные объекты и вступали в открытые конфликты с полицией. Столкновения партизан СКЛП с правыми группами и полицией продолжались до марта 1948 года:164.

## Восстание

### 3 апреля 1948 г.
Хотя стычки происходили на острове Чеджу с начала 1947 года, 3 апреля 1948 года считается днем начала восстания на Чеджу. Некоторые источники утверждают, что это произошло, когда военная полиция «обстреляла демонстрацию в память о борьбе Кореи против японского правления»:99.
Однако другие источники не упоминают об этом инциденте с демонстрацией и утверждают, что восстание было организовано ТПЮК:166:30.
Как бы то ни было, примерно в 02:00 около 500 партизан ТПЮК вместе с 3000 сторонниками партии атаковали позиции Северо-Западной Молодежной Лиги, а также 11 из 24 полицейских участков на острове, в результате чего было убито 30 полицейских, в первую очередь тех, кто ранее был известен сотрудничеством с японцами:167:55. Всего с обеих сторон было убито около 100 человек.

### Попытки разрешения конфликта
Генерал Ким Ик Рёль, командующий войсками Южной Кореи на острове, пытался положить конец восстанию путём мирных переговоров с повстанцами. Он несколько раз встречался с лидером мятежников Ким Далсамом (членом коммунистической партии), но ни одна из сторон не смогла принять выдвигавшиеся требования. Правительство требовало от повстанцев немедленно сложить оружие. Повстанцы же требовали разоружения местной полиции, отставки всех правящих чиновников на острове, запрета на острове военизированных молодёжных групп и воссоединения Корейского полуострова:174.
После неудачных мирных переговоров боевые действия продолжались. Военное правительство США отреагировало на партизанские действия, перебросив еще один полк в Чеджу из Пусана и развернув полицейские роты, каждая по 1700 человек, из южных провинций материка:168.
Партизаны отступили на свои базы в лесах и пещерах вокруг Халласана, потухшего вулкана и самой высокой горы в Южной Корее. 29 апреля корейский (не военный) губернатор провинции Чеджу оставил свой пост, дезертировал и присоединился к партизанам. Это заставило многих полицейских, разочарованных зверствами, которые им было приказано совершать против своих сограждан, сделать то же самое. В ответ военный губернатор провинции США Уильям Ф. Дин приказал исключить сторонников SKLP из рядов полиции Кореи, и трое сержантов были казнены без суда и следствия:68.
Бои продолжались до выборов 10 мая. Во время недели выборов партизаны «перерезали телефонные линии, разрушили мосты и заблокировали дороги грудами камней, чтобы нарушить связь»:171.
Накануне вечером женская лига СКЛП провела кампанию по укрытию жителей в контролируемом партизанами горном районе, чтобы их нельзя было насильно вывести на голосование, и тысячи людей сделали это. Многие сотрудники избирательных комиссий также отказались явиться. Эти кампании, а также спорадические поджоги, демонстрации, нападение на три правительственных объекта в день выборов сделали выборы бесполезными. Явка в Чеджу была самой низкой во всей Южной Корее, и два места, отведенные для провинции Чеджу в новом национальном собрании, остались вакантными:171:31.
Опасаясь всплеска активности партизан после того, как им удалось добиться на выборах того, что они хотели, генерал Дин 11 мая потребовал блокаду острова ВМС США, чтобы сочувствующие с материка не смогли добраться до Чеджу. ВМС послали эсминец «Джон Р. Крейг» (DD-885) для усиления блокады:172.

### Партизанская война
Когда правительственные войска вторглись в прибрежную полосу, восставшие ушли в горы, где создали свои базовые лагеря. Сельскохозяйственные угодья между побережьем и холмами стали главным полем боёв. В октябре 1948 года повстанческая армия, состоявшая из приблизительно 4000 плохо вооружённых солдат, выиграла ряд сражений с регулярными войсками. Весной 1949 года на остров было отправлено четыре батальона войск Южной Кореи. Объединённые силы быстро одержали победу над повстанческими силами. 17 августа 1949 года командование повстанческих сил распалось после убийства их верховного лидера — И Тук-ку. Во время восстания на острове было небольшое число американцев; капитан Джимми Лич был единственным советником южнокорейских войск во время их похода против коммунистов на острове.
Сразу после наступления Северной Кореи на юг полуострова, с которого началась Корейская война, армия Южной Кореи провела «профилактические рейды» против подозреваемых активистов по всей стране. На Чеджудо были арестованы тысячи людей. Подозреваемые были разделены на четыре группы, обозначенные A, B, C и D. 30 августа 1950 года старший офицер южнокорейского отделения полиции на Чеджудо приказал казнить всех людей в группах С и D путём расстрела не позднее, чем до 6 сентября.

## В культуре
В 2021 году южнокорейская писательница Хан Ган опубликовала роман «Я не прощаюсь», в котором глазами трёх женщин показано восстание на острове. Роман был награждён французской премией Медичи 2023 года за лучшее зарубежное произведение.

### Комментарии
1. ↑  U.S. State Department analyst John Merrill originally reported that only one person was killed, a six-year-old child. However, this conflicts with the official G-2 Periodic Report given by the 6th Infantry Division, the division responsible for firing on the protesters. The G-2 report states that 6 civilians were killed.